# Позиціювання товару
Позиціюва́ння — це маркетингове забезпечення товарові бажаного місця на ринку і у свідомості потенційних покупців (образ).
Позиція компанії чи продукту показує чим він унікальний УТП (унікальну торговельну пропозицію), чим відрізняється від конкурентів (відстройка від конкурентів), чим корисний споживачу.

## Етапи позиціювання
Основними етапами позиціювання є:
- Маркетингові дослідження
- Встановлення мети позиціювання
- Розробка стратегії позиціювання
- Розробка тактики позиціювання
- Розробка комплексу маркетингу
- Оцінка ефективності позиціювання.

Розглянемо етапи позиціювання.

## Маркетингові дослідження
Основою позиціювання є результати маркетингових досліджень, вони, залежно від мети підприємства, визначають їхні напрями і зміст, що, у свою чергу, зумовлює застосування відповідних методів: експертних оцінок, ринкового тестування, опитувань тощо.
Так, досліджуючи сприйняття товарів підприємства з боку потенційних покупців, доцільно провести ринкове тестування, вивчаючи позиції товарів підприємства відносно конкурентних аналогів — експертні оцінки, для виявлення рейтингу споживчих переваг і реакції покупців на позиціювання — опитування покупців.
За результатами маркетингових досліджень розробляють карти сприйняття, що характеризують найкращі комбінації споживчих переваг для вибору товару.
Карта-схема сприйняття — інструмент позиціювання, що являє собою матрицю, побудовану на основі різних сукупностей параметрів — від двомірної до багатомірної.

## Орієнтації позиціювання
Завдання позиціювання можуть мати різні орієнтації.
Орієнтація на встановлення позиції товарів підприємства означає прагнення підприємства до розробки концепції первинного позиціювання.
Орієнтація на зміцнення у свідомості споживачів позиції товарів підприємства означає прагнення підприємства до зміцнення поточної позиції товару, тобто до вторинного позиціювання.
Первинне та вторинне позиціювання базується на одних і тих самих характеристиках товарів підприємства. Якщо підприємство прагне проникнути в нові споживчі сегменти або на новий ринок, то його метою стає репозиціювання.
Обираючи цільову орієнтацію на перепозиціювання, підприємство використовує нові відмінні характеристики товарів, тобто прагне знайти і зайняти нову незайняту нішу, що є цінністю для досить великої кількості споживачів. Отже, перепозиціювання спрямоване на перегляд поточної позиції товару.

## Стратегія позиціювання
Залежно від поставленої мети розробляють і відповідну стратегію.
Розрізняють дві стратегії позиціюваня: наступальну й оборонну.
Наступальна або атакуюча стратегія пов'язана з управлінням товарним асортиментом. З розширенням асортименту збільшується частка ринку за рахунок частки ринку, на якій раніше працювали конкуренти, ускладнюється виведення на ринок товарів конкурентів, посилюються конкурентні позиції підприємства. Але розширення асортименту посилює конкуренцію між власними різновидами товарів, що супроводжується зростанням витрат як загалом, так і на маркетинг.
Оборонну стратегію позиціювання називають ще стратегією «фортеця на острові». Її суть полягає в тому, що різновиди товару або марки, які позиціонують як дорогі і високоякісні, захищають від цінової конкуренції дешевими товарами, призначеними для покупців, чутливих до цін.

## Тактика позиціювання
Обрана стратегія зумовлює необхідність розробки відповідної тактики позиціювання. Загалом усі тактичні заходи можна поділити на дві групи: споживче позиціювання і конкурентне позиціювання.
Споживче позиціювання  — позиціювання, яке базується на обліку споживчої цінності й орієнтується на досягнення бажаного підприємством рівня задоволення очікувань споживачів.
Споживча цінність, що надається, — це різниця між сукупною споживчою цінністю і сукупними витратами споживачів при придбанні товару, тобто це вигоди споживача. Сукупна споживча цінність — це загальна сума цінностей товару, послуг, обслуговчого персоналу і товарного образу, які покупець отримує, купуючи цей товар. Сукупні споживчі витрати — це загальна сума грошових, енергетичних і психологічних витрат, пов'язаних з придбанням товару.
Очікування покупців формуються на основі вражень, отриманих від минулих купівель, думки друзів або співробітників, а також від маркетингової інформації, відомостей про товари конкурентів та обіцянок.
Споживче позиціювання охоплює інформаційне позиціювання і позиціювання шляхом створення іміджу. Інформаційне позиціювання основане на детальній інформації про товари підприємства і охоплює такі типи позиціювання:
- позиціювання, основане на відмінних перевагах товару,
- позиціювання, основане на задоволенні специфічних потреб,
- позиціювання, основане на специфіці використання,
- позиціювання, орієнтоване на певну категорію споживачів,
- позиціювання, основане на стилі життя.

Позиціювання шляхом створення іміджу основане на загальній інформації про товар, яку потенційні покупці можуть сприймати не однаково, але це дозволяє споживачеві побачити в товарі майже завжди будь-яку бажану перевагу. Позиціювання можна здійснювати як шляхом створення стійких уявлень про підприємство і його товари(конкурентне позиціювання), так і шляхом позиціювання, основаного на вигодах, які надає підприємство, або на розв'язанні проблеми.
Конкурентне позиціювання — позиціювання, яке базується на демонстрації переваг товарів підприємства над товарами конкурентів.

## Помилки позиціювання
Є 4 основні помилки позиціювання. 
- Поверхове позиціювання означає помилковий підхід до позиціювання, внаслідок якого підприємство, його товари або торговельні марки втрачають в очах споживачів якусь певну позицію.
- Однобоке позиціювання - це помилковий підхід до позиціювання, при якому позиція підприємства, доведена до цільових споживачів, виробляє в них дуже вузьке уявлення про саме підприємство, його товари або торговельні марки.
- Неоднозначне позиціювання означає помилковий підхід до позиціювання, внаслідок якого у споживачів створюється нечітке уявлення про саме підприємство, його товари або торговельні марки.
- Спекулятивне позиціювання являє собою спробу створити у споживачів перебільшене уявлення про можливості підприємства, переваги його товарів і торговельних марок.

## Комплекс маркетингу
Розробка комплексу маркетингу включає:ціна, товар, розподіл, просування.

## Список використаних джерел
1. Балабанова Л. В. Маркетинг: Підручник. — 2-ге вид., перероб. і доп. — К.: Знання-Прес, 2004. — 645 с.
2. Балобанова Л. В. та ін.. Маркетинг — практикум: Навч. Посібник. — Донецьк: ДонДУЕТ, 2001. — 279 с.
3. Палига Є. М. Основи сучасного маркетингу. Навч. посіб. Львів, 2007
4. Голубков Е. П. Маркетинг: Словарь. — М.: Економіка: Дело Лтд,1994. — 159 с.

Див. також: Маркетингове дослідження, Маркетинг-мікс